# Ernst Wahlgren
Ernst Gotthard Wahlgren, född 20 december 1879 i Härnösand, död 1 februari 1938 i Uppsala, var en svensk språkforskare och lärare.
Ernst Wahlgren var son till sjökaptenen Nils Petter Wahlgren och Margareta Magdalena Strandberg. Efter mogenhetsexamen i Härnösand 1899 studerade han vid Uppsala universitet och blev filosofie kandidat 1902, filosofie licentiat 1908 samt filosofie doktor 1915. 1914 blev han docent i romanska språk och uppehöll professuren i samma ämne 1919–1921 och 1923–1924 samt under några kortare perioder. Han tjänstgjorde 1907–1908 som vikarierande adjunkt vid Härnösands läroverk, 1908–1909, 1913–1919 och 1920–1935 som lärare vid Uppsala enskilda läroverk, var 1932–1933 lärare i spanska vid Uppsala högre elementarläroverk för flickor samt från 1932 lektor i tyska och franska vid Uppsala högre allmänna läroverk. 1932 erhöll han professor namn. Wahlgren utgav en rad skrifter rörande huvudsakligen fransk filologi. Främst märks hans doktorsavhandling, Étude sur les actions analogiques réciproques du parfait et du participe passé dans les langues romanes (1, 1914), vilken följdes av en andra del 1920, båda i Uppsala universitets årsskrift. Vidare märks Observations sur les verbes à parfaits faibles (1928–1931), Un problème de phonétique romane. Le développement d'or (1930) och Evoluzione semasiologica d'alcune parole dotte nell'italiano (1936).